# Parafia Świętych Archaniołów Rafała i Michała w Aleksandrowie Łódzkim
Parafia Świętych Archaniołów Michała, Gabriela i Rafała w Aleksandrowie Łódzkim – parafia rzymskokatolicka w dekanacie aleksandrowskim archidiecezji łódzkiej.
Erygowana prawdopodobnie w 1818 przez biskupa warszawskiego Franciszka Malczewskiego. Od początku istnienia należała do archidiecezji warszawskiej jako parafia dekanatu zgierskiego. W 1865 r. został on zniesiony carskim ukazem, a parafia trafiła do dekanatu łódzkiego zamiejskiego. Od 1920 terytorialnie należała do diecezji łódzkiej. W 1925 reaktywowany został dekanat zgierski, w związku z czym Aleksandrów został do niego włączony. Później parafia znalazła się w nowo powstałym dekanacie Łódź-Zachód. W związku z reformą administracyjną Kościoła Katolickiego w Polsce w 1992 została utworzona archidiecezja łódzka, podległa bezpośrednio Stolicy Apostolskiej. Powstał też wtedy dekanat aleksandrowski, którego parafia św. Rafała stała się siedzibą.

## Historia

### Początki parafii, budowa kościoła
Po założeniu w 1816 przez dziedzica Rafała Bratoszewskiego przemysłowej osady miejskiej, przy trasie Zgierz-Lutomiersk, gdzie rozpoczęto produkcję tkanin wełnianych, czyli w czasie gdy powstawało miasto Aleksandrów, rozpoczęto budowę kościoła katolickiego (z uwagi na założyciela uzyskał wezwanie św. Rafała Archanioła), który został wzniesiony w latach 1816–1818 jako murowana, klasycystyczna świątynia o długości 23 m, szerokości 12 m i wysokości 7 m.
W 1824 pod posadzką kościoła pochowano założyciela miasta i fundatora kościoła – Rafała Bratoszewskiego.
W lutym 1922 roku Helena Kowalska (Św. Siostra Faustyna) przyjęła w parafii Sakrament Bierzmowania.

### Remonty kościoła, plebanii
Zaraz po powstaniu diecezji łódzkiej, w latach 1922–1926, dokonano generalnego remontu kościoła oraz powiększono go (według projektu architekta Józefa Kabana – dobudowano nawy boczne, przedłużono główną nawę o obecne stare prezbiterium). Kamień węgielny pod rozbudowę poświęcił 2 maja 1922 biskup Wincenty Tymieniecki. Po rozbudowie świątynia miała wymiary: długość – 29,5 m, szerokość – 21 m i wysokość – 13 m. Kościół konsekrowany 24 listopada 1926 przez biskupa Tymienieckiego.
Następnej przebudowy w latach 1933–1935 dokonano pod przewodnictwem ks. dr. Witolda Nadolskiego. Przebudowano front kościoła – w miejsce małej wieży wzniesiono dwie nowe 20 metrowe wieże w stylu neobarokowym, na których zawieszono dzwony. Pokryto kościół nowym tynkiem, rozebrano trzecią dzwonnicę w czasach istnienia świątyni.
Kolejną przebudowę kościoła wykonano w latach 1988–1993 według planów Witolda Millo, projektu arch. Mirosława Rybaka przy współudziale inż. Romana Chomiczewskiego i inż. Mirosława Wypłosza. Kamień węgielny poświęcił papież Jan Paweł II w czerwcu 1983 w Częstochowie.
Do istniejącego kościoła św. Rafała od strony południowej dobudowano nową świątynię św. Michała Archanioła o powierzchni 600 m², z dużym prezbiterium i dwoma kaplicami (Miłosierdzia Bożego z konfesjonałami i Eucharystyczna z tabernakulum). Podczas przebudowy zachowano stary styl i wystrój kościoła. Dokonano przy okazji gruntownego remontu starego kościoła, m.in. wzmocnienia fundamentów, pokrycia dachu blachą miedzianą, wymiany konstrukcji wież i niektórych krokwi i belek dachu, oblicowania cokołu kościoła gontem, wymiany posadzki, ocieplenia sufitu, wymiany instalacji elektrycznej i centralnego ogrzewania, oraz dokonano renowacji zabytkowej polichromii, wstawiono nowe ławki, ołtarz soborowy (umieszczając go w miejscu pierwszego prezbiterium kościoła). Nowy kościół poświęcony przez arcybiskupa Władysława Ziółka w 1993 i konsekrowany 29 września 1994.
Staraniem ks. Ruckiego w latach 1982–1983 wzniesiono dwupiętrowy dom parafialny (z mieszkaniami dla księży, kancelarią parafialną i salami duszpasterskimi), w 1995 wyremontowano starą XIX-wieczną plebanię, a także wybudowano nową kaplicę na cmentarzu katolickim.
Staraniem księdza Leszka Drucha trwała gruntowna przebudowa świątyni. W roku 2011 cały kościół został odmalowana z zewnątrz. Na początku 2012 roku naprawiono parkan okalający świątynię. Trwała też przebudowa „nowego kościoła”. Zamiast zniszczonych drewnianych oklein na słupach montowane są marmurowe płyty, wymieniana posadzka w prezbiterium. Kościół jest też w całości odmalowywany w środku. W miejscu dawnych malowideł powstają ołtarze (dwa boczne – kardynała S. Wyszyńskiego i Jana Pawła II oraz ołtarz główny). Ciąg dalszy remontów kontynuuje ksiądz Gabriel Kołodziej. Remontowane są salki spotkań, nagłośnienie kościelne oraz budowany jest ołtarz boczny poświęcony Św. Faustynie, która mieszkała w Aleksandrowie przez pewien okres i przyjęła w tej świątyni sakrament bierzmowania. Obecnie trwa remont starszej części kościoła.

### Wydzielenie nowych parafii
Ze względu na znaczną liczebność parafii i postępujący rozwój urbanizacyjny jej terytoriów, dołożono starań, aby w wydzielonych obszarach z parafii św. Rafała powstały nowe społeczności parafialne. W związku z tym w 1989 erygowana została parafia pw. Zwiastowania Pańskiego w Rąbieniu (w latach 1990–1995 powstał tam kościół, poświęcony w 1995 i konsekrowany 7 września 1997). Natomiast pod koniec 1990 powstała druga aleksandrowska parafia pw. Zesłania Ducha Świętego, z siedzibą przy ulicy Piłsudskiego. Funkcjonuje tam tymczasowa kaplica, wzniesiona w latach 1993–1995, a poświęcona 11 września 1994. Budowa kościoła rozpoczęła się w maju 2004.

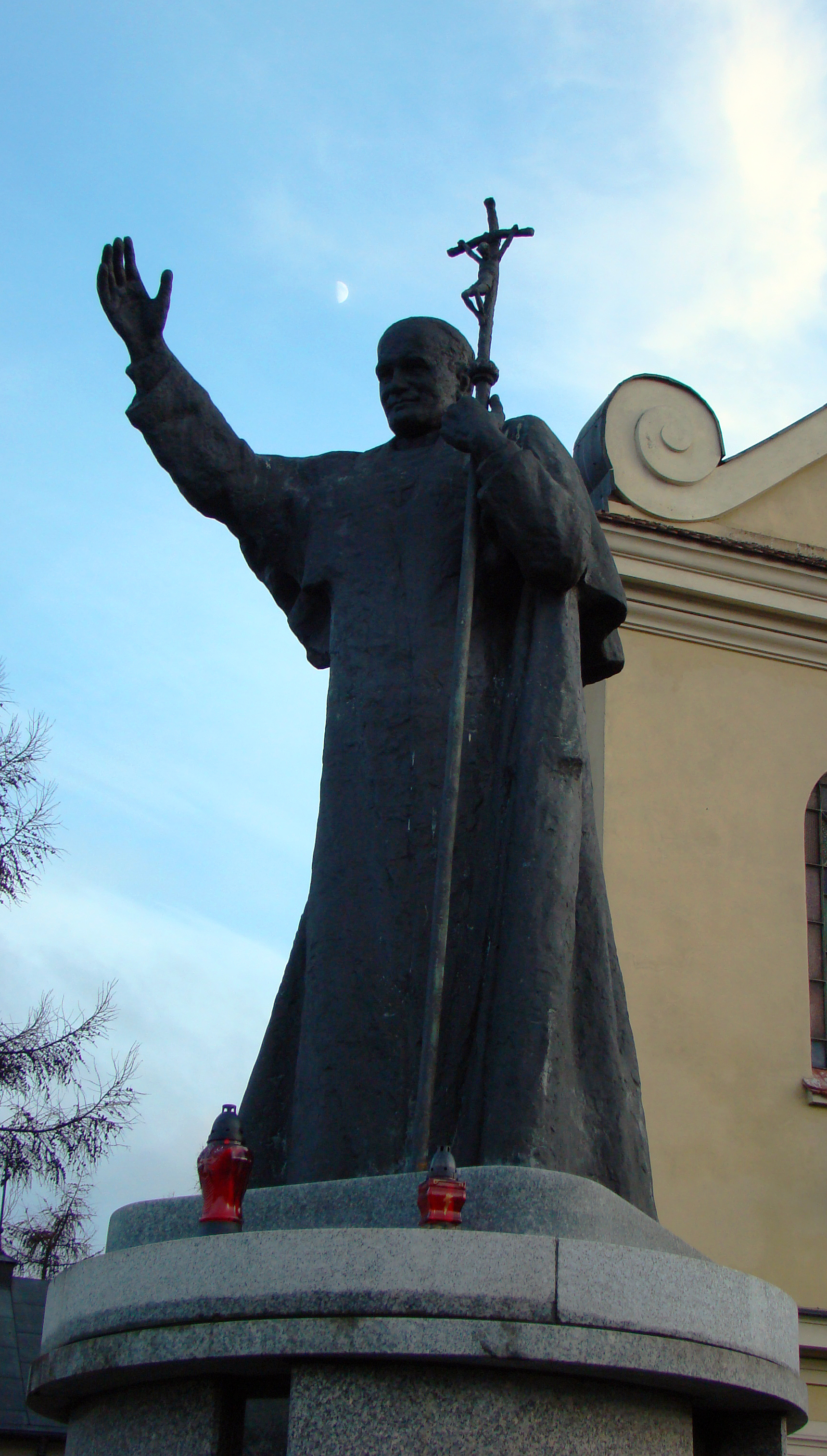
Pomnik Jana Pawła II w Aleksandrowie, wzniesiony z inicjatywy ks. dr. Norberta Ruckiego w 2000 r.

## Pomniki
Z inicjatywy ks. Ruckiego odsłonięto na placu przykościelnym dwa pomniki: w 2000 monument upamiętniający papieża Jana Pawła II (autorstwa Anny Wierzchowskiej-Grabiwody) oraz w 2005 pomnik założyciela Aleksandrowa i fundatora parafii – Rafała Bratoszewskiego. Przed kościołem Zesłania Ducha Świętego odsłonięto zaś w 2002 pomnik (popiersie) Józefa Piłsudskiego. Kolejny pomnik Jana Pawła II powstał w 2005 przed kościołem w Rąbieniu.

## Grupy i wspólnoty parafialne
- grupy muzyczne:
  - schola młodzieżowa
  - schola dziecięca
  - chór parafialny
- ministranci i lektorzy
- grupa Odnowy w Duchu Świętym
- Wspólnota młodzieży
- „piątkowe spotkania mężczyzn” – luźne rozmowy na ważne tematy
- Piesza Pielgrzymka Aleksandrowska
- AA
- strzelec
- przygotowanie do I-szej Komunii
- przygotowanie do Sakramentu Bierzmowania
- kółka modlitewne
- Żywa Róża

## Proboszczowie aleksandrowscy
- ks. Piotr Szleszyński (1821–1825, wcześniej wikariusz parafii w Zgierzu oraz w latach 1818–1821 kapelan przy kościele w Aleksandrowie)
- ks. kanonik Marcin Sztoltz (1825–1834)
- ks. Paweł Gumiński (1834–1835)
- ks. Leopold Rzeczycki (1835–1847)
- ks. Józef Kulmanowicz (1847–1852)
- ks. Walenty Kacperski (1852–1855)
- ks. Antoni Maciążkiewicz (1855–1857)
- ks. Józef Pałczyński (1857–1881)
- ks. Jakub Jabłoński (1881–1887)
- ks. Franciszek Ożarek (1887–1891)
- ks. Paweł Nowacki (1891–1905)
- ks. Teofil Pląskowski (1905–1907)
- ks. Stanisław Padkowski (1907–1914)
- ks. Stanisław Wawrzynowicz (1914–1921, zmarł 28 maja 1942 w Dachau)
- ks. Zygmunt Knapski (1921–1927, zmarł 26 czerwca 1942 w Dachau)
- ks. Zygmunt Gajewicz (1927–1930, zmarł 3 stycznia 1942 w Dachau)
- ks. Stefan Wojanorowski vel Woynarowski (w latach 1930–1932, zmarł 19 grudnia 1932)
- ks. dr Witold Nadolski (1933–1939, zmarł 16 kwietnia 1972 w Warszawie)
- ks. Wacław Pluciński (1940–1945, zmarł 1 lutego 1986)
- ks. Aleksander Pawiński (1945–1948, zmarł 11 sierpnia 1948)
- ks. Stanisław Koziński (1948–1960, zmarł 31 maja 1978)
- ks. Teofil Mielczarski (1961–1976, zmarł 28 stycznia 1980)
- ks. dr Norbert Rucki (1976–2010 – ur. 4 czerwca 1933 w Kliszowie, zmarł 1 października 2010 na plebanii w Aleksandrowie)

Ks. Norbert Rucki pochodził z parafii Świętego Wojciecha w Gawłuszowicach. Święcenia kapłańskie przyjął 9 października 1955 w Łodzi. Doktorat z teologii uzyskał 25 czerwca 1960 na KUL-u. Kanonik honorowy Archikatedralnej Kapituły Łódzkiej od 19 czerwca 1998. Kapelan Jego Świątobliwości od 17 listopada 1991. W 1964 był pierwszym opiekunem Duszpasterstwa Akademickiego „Piątka” w Łodzi. 18 listopada 1976 mianowany proboszczem parafii Świętego Rafała Archanioła. Był pierwszym dziekanem dekanatu aleksandrowskiego. Był aktywnym działaczem lokalnym i samorządowym. Od 1994 do 2006 sprawował funkcję radnego gminy Aleksandrów Łódzki.
- ks. kanonik Leszek Druch (1 sierpnia 2010–24 marca 2013)

Ks. Druch przez 11 lat pełnił funkcję proboszcza parafii Parzno oraz vice-dziekana dekanatu Zelów. Od sierpnia 2010 roku jako proboszcz i dziekan aleksandrowski. Do jego zasług zaliczyć należy liczne remonty w parafii. Zlikwidował też poprzedni wystrój ołtarza głównego podpisując umowę na wykonanie nowych ołtarzy. Decyzją księdza arcybiskupa metropolity łódzkiego z marca 2013 roku został zwolniony ze stanowiska dziekana i proboszcza parafii i przeniesiony do ośrodka rekolekcyjnego w Porszewicach. Następnie został rezydentem przy parafii Przemienienia Pańskiego w Łodzi. Od lipca 2014 roku pełni funkcję proboszcza parafii Św. Floriana w Sulejowie oraz dziekana dekanatu sulejowskiego. 
- ks. Bogumił Bylinka (15 kwietnia 2013–czerwiec 2014)

Ksiądz Bylinka w 1992 roku został proboszczem nowo powstającej parafii Najświętszego Imienia Maryi w Łodzi. Pełnił następnie funkcję dyrektora Caritasu. Od 1999 proboszcz parafii Moszczenica i vice-dziekan dekanatu wolborskiego. Decyzją księdza arcybiskupa z kwietnia 2013 roku mianowany proboszczem parafii farnej w Aleksandrowie Łódzkim oraz dziekanem dekanatu aleksandrowskiego. Decyzją arcybiskupa z czerwca 2014 r. został usunięty z urzędu proboszcza parafii oraz dziekana aleksandrowskiego i skierowany do parafii w Ujeździe.
- ks. Gabriel Kołodziej (od lipca 2014)

Ks. Kołodziej pracował przez kilka lat jako wikariusz parafii w Chorzęcinie, następnie przez 13 lat jako wikariusz parafii farnej w Łasku. Był duszpasterzem młodzieży, opiekował się także przez wiele lat pielgrzymką łaską. Nadzorował też remonty kolegiaty łaskiej. Za zasługi decyzją księdza Arcybiskupa z czerwca 2014 roku mianowany proboszczem parafii Św. Archaniołów w Aleksandrowie oraz dziekanem dekanatu aleksandrowskiego.

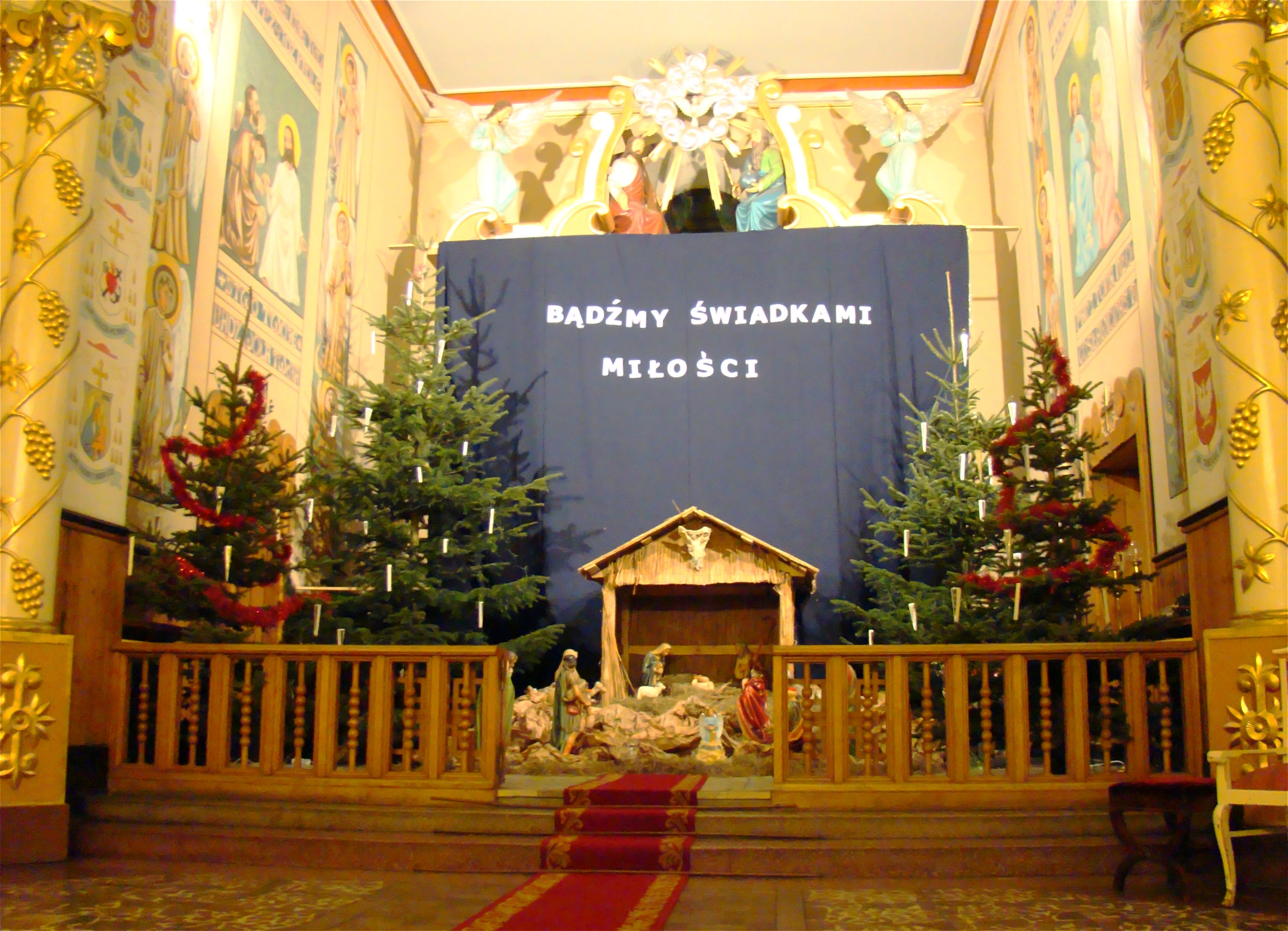
Szopka bożonarodzeniowa 2009

## Wyposażenie kościoła

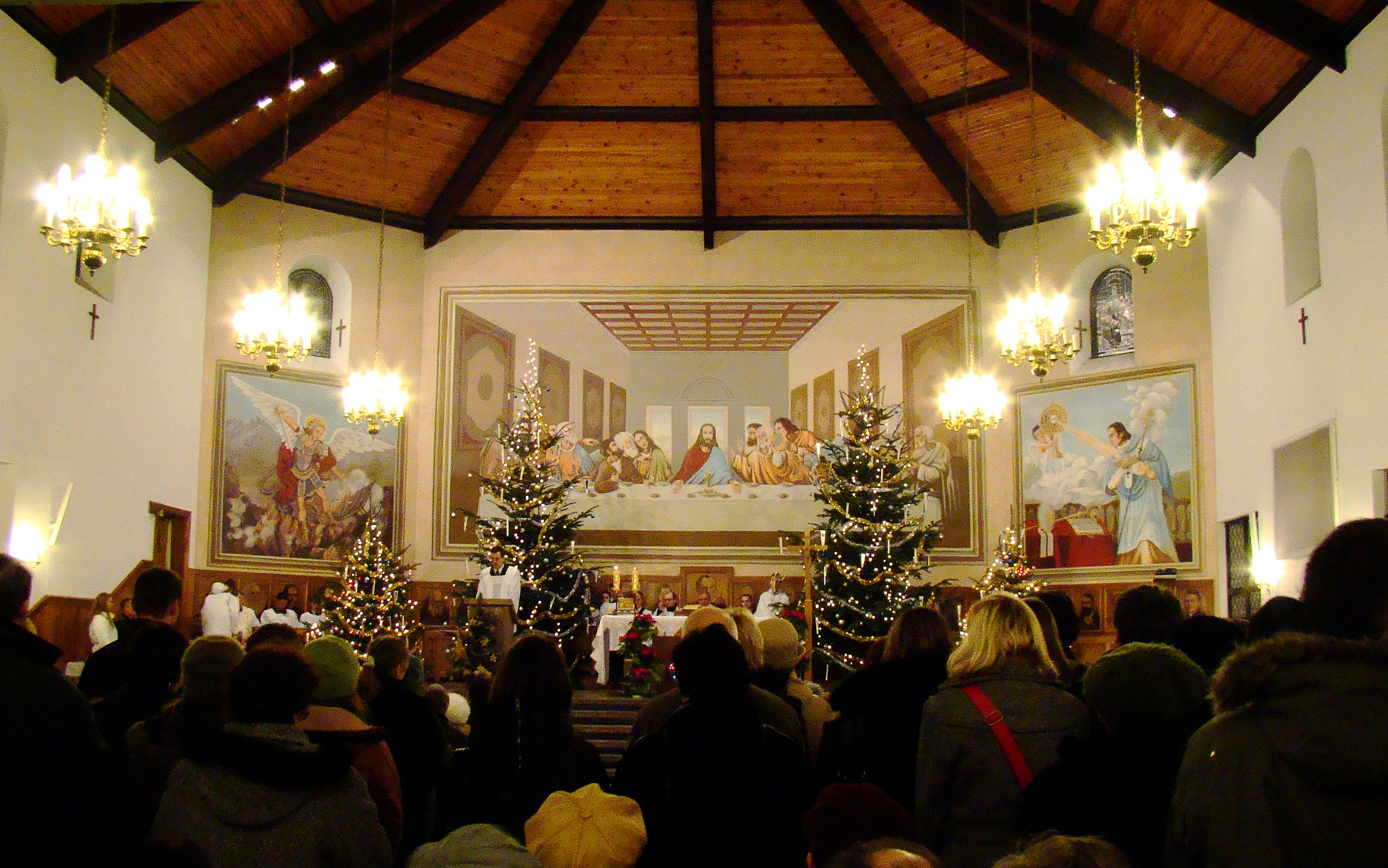
Pasterka 2009

W starym kościele znajdują się 4 ołtarze i 10-głosowe organy klasycystyczne. W nowym kościele znajdują się 3 ołtarze w nawie głównej (poświęcony Janowi Pawłowi II, poświęcony Św. Faustynie oraz ołtarz główny, Św. Archaniołów), 32 -głosowe organy Viscount Unico (zakupione w 2018 roku), stacje Drogi Krzyżowej i pancerne tabernakulum oraz ołtarz bł. Jana Pawła II. Miejsc siedzących jest ponad 500.

## Kaplice na terenie parafii
- Kaplica w Domu Zakonnym Sióstr Służebniczek NMP Niepokalanie Poczętej, pl. Tadeusza Kościuszki 20.
- Kaplica przy cmentarzu, ul. Piotrkowska 57/59.

## Działalność duszpasterska parafii
W parafii Świętych Archaniołów oprócz jednorazowych działań odbywają się również:
1. Msze o uzdrowienie – inicjatorami tych Mszy byli księża wikariusze Piotr Kotas i Jarosław Życki. Msza o uzdrowienie trwa dłużej niż zwykła, a mimo to przyciąga rzesze wiernych z terenu Aleksandrowa i Łodzi. Oprawę muzyczną oprócz organów stanowią zespoły muzyczne.
2. Piątkowe spotkania mężczyzn – mają na celu zawiązanie wspólnoty, omówienie bieżących wydarzeń, prezentacje ciekawych tematów, problemów dotykających współczesnego człowieka, podzielenie się spostrzeżeniami, opiniami.
3. Styczniowy koncert kolęd i pastorałek – występują chóry i zespoły muzyczne z Aleksandrowa Łódzkiego, Pabianic, Łodzi, Rzgowa, Ozorkowa.
4. „Piknik z aniołami” – zorganizowany po raz pierwszy na odpust wrześniowy 2013 roku z inicjatywy księdza proboszcza Bogumiła Bylinki. Na pikniku występują liczne zespoły parafialne i spoza parafii. Organizatorzy starają się zapewnić nastrój integracji między innymi dzięki licznym zabawom.
5. Piesza pielgrzymka aleksandrowska na Jasną Górę.

## Zasięg parafii
Do parafii należą wierni znacznej część miasta Aleksandrowa Łódzkiego (do 1 października 1989 całe miasto; wydzielono wtedy parafię Zwiastowania Pańskiego w pobliskim Rąbieniu, która objęła swą powierzchnią skrawek południowej części Aleksandrowa) oraz pobliskich wsi: Brużyca Kolonia, Brużyczka Mała, Księstwo, Łobódź, Nakielnica, Placydów, Ruda-Bugaj.
Po zmianach do parafii należą wierni z Aleksandrowa Łódzkiego mieszkający przy następujących ulicach: Bankowej, Stefana Batorego, Bielańskiej, Brużyca, Brzozowej, Bukowej, Fryderyka Chopina, Cisowej, Czerniaka, Ignacego Daszyńskiego, Dębowej, Długiej, Franciszkańskiej, Franin, Gerwazego, Głowackiego, Górnej, Grabowej, Grażyny, Goedla, Jałowcowej, Jana Kazimierza, Jana Olbrachta, Jana III Sobieskiego, Jankiela, Jasińskiego, Jesionowej, Jodłowej, Kaczeńcowej, Kasztanowej, Kątnej, Jana Kilińskiego, Klonowej, Hugo Kołłątaja, Kombatantów, Marii Konopnickiej, Konstytucji 3 maja, Augustyna Kordeckiego, Tadeusza Kościuszki, Ignacego Kraszewskiego, Króla Aleksandra, Krótkiej, Kwiatowej, Leśnej, Leszczyńskiego, 11 Listopada, Ludowej, Łąkowej, Łęczyckiej, Łomnik, 1 maja, Adama Mickiewicza, Modrzewiowej, Stanisława Moniuszki, Mikołajczyka, Gabriela Narutowicza, Juliana Ursyna Niemcewicza, Nowogrodzkiej, Nowokaliskiej, Noworudnej, Ogrodowej, Okrzei, Olchowej, Pabianickiej – do ul. Władysława Sikorskiego, Ignacego Paderewskiego, Parkowej, Piaskowej, Piotrkowskiej, Placydowskiej, Polnej, Południowej, Poniatowskiego, Protazego, Przejazd, Północnej, Pustej, Rafałki, Macieja Rataja, Władysława Reymonta, Rudnej, Rzecznej, Sienkiewicza, Sikorskiego (numery nieparzyste), Marii Skłodowskiej-Curie, Juliusza Słowackiego, Solarza, Jacka Soplicy, Sosnowej, Sportowej, Spółdzielczej, Stanisława Augusta, Stanisława Staszica, Strumykowej, 17 Stycznia, Szczęśliwej, Szatonia, ks. Piotra Ściegiennego, Świerkowej, Tadeusza, Targowej, Targowy Rynek, Telimeny, Torfowej, Konrada Wallenroda, Warszawskiej, Ludwika Waryńskiego, Wąskiej, Wierzbińskiej, Wincentego Witosa, Władysława IV, Wojska Polskiego, Wojskiego, Wolności, Wołodyjowskiego, Wrzosowej, Wschodniej, al. Wyzwolenia, Zachodniej, Zgierskiej, Zielonej, Zygmunta Augusta, Zygmunta Starego, Zygmunta III Wazy i Stefana Żeromskiego.